# Трусов, Аркадий Васильевич
Арка́дий Васи́льевич Тру́сов (28 декабря 1904 года [10 января 1905 года], село Алексеевское, Казанская губерния, Российская империя — 14 июля 1982, Ленинград, СССР) — советский актёр кино. Заслуженный артист РСФСР (1942)

## Биография
Аркадий Трусов родился 28 декабря 1904 года (10 января 1905 года) в селе Алексеевском (ныне Татарстан).
С 1927 года начал службу на ВМФ СССР учеником машиниста в Кронштадте, позднее — машинистом-турбинистом линейного корабля «Октябрьская революция».
В начале 1930-х годов Аркадий Трусов был артистом флотской самодеятельности в Кронштадте, а с 1935 года — в театре Балтийского флота. Играл хара́ктерные роли, в основном это были матросы и солдаты, «простые» мужички.
Дебют в кинематографе состоялся в фильме «Белинский», где в эпизоде он сыграл урядника, и с тех пор Аркадий Трусов становится одним из самых снимаемых артистов на «Ленфильме» (куда он и перешёл в 1956 году), всего им было сыграно более 120 ролей в кино.
Жена — Елизавета Михайловна (1904—1984). Дочь — Людмила (1932—04.05.1950). Сын — Вячеслав (05.05.1940—18.06.2020).
Ушёл из жизни 14 июля 1982 года. Похоронен в Санкт-Петербурге на Большеохтинском кладбище.

## Фильмография
- 1951 — Белинский — урядник (нет в титрах)
- 1952 — Римский-Корсаков — капитан II ранга (нет в титрах)
- 1955 — Дело Румянцева — дядя Яша
- 1956 — Медовый месяц — Конкин, бригадир (нет в титрах)
- 1957 — Всего дороже — Зёрнышко
- 1957 — Балтийская слава — рабочий-большевик (нет в титрах)
- 1957 — Бессмертная песня — Опанас Мартыныч
- 1957 — Шторм
- 1957 — Хождение по мукам (Фильм 1-й. «Сёстры») — рабочий (нет в титрах)
- 1957 — Улица полна неожиданностей — гражданин, слушающий воображаемое выступление Василия Шанешкина на Исаакиевской площади (нет в титрах)
- 1957 — Тамбу-Ламбу (короткометражный) — матрос
- 1957 — Степан Кольчугин — Афанасий Кузьмич
- 1957 — Рассказы о Ленине — шофёр (нет в титрах)
- 1957 — На острове Дальнем… — член комиссии
- 1958 — Под стук колёс — дядя Илья, кузнец
- 1958 — Коловращение жизни — Рэкси
- 1958 — Евгений Онегин — помещик (нет в титрах)
- 1958 — В дни Октября — рабочий (нет в титрах)
- 1958 — Андрейка — матрос
- 1959 — Жеребёнок (короткометражный) — вахмистр
- 1959 — Золотой эшелон — Липат
- 1959 — Не имей 100 рублей… — лесник
- 1959 — Достигаев и другие — Кузьма
- 1959 — Токтогул — эпизод
- 1959 — В твоих руках жизнь — работник фабрики (нет в титрах)
- 1959—1961— Поднятая целина. 1 серия — старый на вид казак, член церковного совета, до войны бывший в Войсковом бессменным попечителем церковно-приходской школы
- 1960 — Домой
- 1960 — Чужая беда
- 1960 — Анафема — купец
- 1960—1961 — Балтийское небо — Хромых, вестовой
- 1961 — Когда деревья были большими — Григорий Мартынович, председатель сельсовета (в титрах В. Трусов)
- 1961 — Полосатый рейс — кок
- 1961 — Поднятая целина — казак-заговорщик
- 1961 — Девчонка, с которой я дружил — бригадир грузчиков (нет в титрах)
- 1961 — Две жизни — убитый солдат (нет в титрах)
- 1962 — Чудак-человек — Савранский, жулик
- 1962 — Когда разводят мосты — сменный командир буксира (нет в титрах)
- 1962 — Вступление — дядя Федя
- 1962 — На семи ветрах — раненый сержант
- 1963 — Всё остаётся людям
- 1963 — Знакомьтесь, Балуев — трассовик
- 1963 — Это случилось в милиции — эпизод
- 1963 — Последний хлеб — Кузьмич
- 1963 — Пока жив человек — эпизод
- 1963 — Мандат — эпизод
- 1963 — Всё остаётся людям — старик на рыбалке у костра
- 1964 — Живёт такой парень — кум-ворчун («Избаловала вас Советская Власть!») (нет в титрах)
- 1964 — Зайчик — садовник
- 1964 — Помни, Каспар! — немец-конвоир
- 1964 — Председатель — Игнат Захарович
- 1964 — Поезд милосердия — Сухоедов
- 1964 — Верьте мне, люди — Кухаренко, участковый милиционер
- 1964 — Фро — учащийся на курсах
- 1964 — Товарищ Арсений — городовой (нет в титрах)
- 1964 — Донская повесть — Ефим Петрович (нет в титрах)
- 1965 — Музыканты одного полка — Кутюмин
- 1965 — Тридцать три — Анатолий Петрович Иванов, директор завода безалкогольных напитков
- 1965 — Чистые пруды — Енютин, работник типографии
- 1965 — О чём молчала тайга — дед Макар
- 1965 — Мимо окон идут поезда — дядя Прокопий, истопник в интернате
- 1965 — Друзья и годы — Иван, председатель колхоза
- 1965 — Авария — рабочий на стройке
- 1966 — Скверный анекдот — городовой
- 1966 — Друзья и годы — председатель колхоза
- 1966 — Начальник Чукотки — казак (нет в титрах)
- 1966 — Крылья — Морозов
- 1966 — Человек без паспорта — Степан Иванович, голубятник
- 1966 — Зимнее утро — шофёр
- 1966 — Дневные звезды — эпизод
- 1966 — Горькие зёрна — эпизод
- 1966 — Бурьян — Гордий Чумак
- 1967 — Война под крышами — партизан
- 1967 — Пароль не нужен — Тимоха, охотник
- 1967 — Происшествие, которого никто не заметил — Аркадий Васильевич, прораб
- 1967 — Суд (короткометражный) — Глеб Глебович
- 1968 — Виринея — Антип
- 1968 — Иван Макарович — дядя Кузя
- 1968 — Шаги по земле — дед Никифор, табунщик степной станицы
- 1968 — Орлята Чапая — дядя Семён
- 1968 — В день свадьбы — дед Неандер
- 1969 — Странные люди. Думы (киноальманах) — кузнец
- 1969 — Мама вышла замуж — дядя Ваня, путевой обходчик, родственник Голубевых
- 1969 — Я, Франциск Скорина… — зачинщик расправы над умалишённой (нет в титрах)
- 1969 — Чайковский — Агафон
- 1969 — Её имя — Весна — раненый в госпитале
- 1970 — Кремлёвские куранты — рабочий
- 1970 — Любовь Яровая — 1-й конвоир Шванди
- 1970 — Удивительный заклад — эпизод
- 1970 — Ночная смена — погонщик «одной лошадиной силы» у шлагбаума железнодорожного переезда (нет в титрах)
- 1970 — И был вечер, и было утро… — матрос
- 1970 — Севастополь — солдат (нет в титрах)
- 1971 — Проверка на дорогах — партизан
- 1971 — Батька — Нил
- 1971 — Достояние республики — старый капитан судна, перевозившего коллекцию
- 1971 — Даурия — Андрей
- 1972 — Круг — вахтёр
- 1972 — Двенадцать месяцев — Декабрь
- 1972 — Зимородок — путевой обходчик
- 1972 — Красные пчёлы — Алексей Семёнов, сторож
- 1972 — Боба и слон — сторож зоопарка
- 1973 — Земля Санникова — официант
- 1973 — Умные вещи — старый солдат
- 1973 — Ищу человека — Тимофеич
- 1974 — Одиножды один — «абитуриент» на речном вокзале в Киеве
- 1975 — Звезда пленительного счастья — Фёдор
- 1975 — Единственная… — повар
- 1976 — Двадцать дней без войны — гость-певец
- 1976 — По секрету всему свету — дядя Паша
- 1976 — Строговы — Герасим Крутков, староста
- 1976 — Степанова памятка — рудокоп
- 1977—1979 — Открытая книга — эпизод
- 1977 — Талант — дядя Костя, дворник
- 1977 — Любовь Яровая (фильм-спектакль) — эпизод (нет в титрах)
- 1978 — Отец Сергий — священник
- 1978 — Уходя — уходи —  Федот
- 1978 — Поздняя встреча — отец фронтового друга Гущина
- 1978 — Неудобные соседи (короткометражный)
- 1979 — Удивительные приключения Дениса Кораблёва — дядя Паша, мастер в гараже
- 1979 — Таёжная повесть — врач
- 1980 — Полёт с космонавтом — Михаил Трегубов, лесник
- 1981 — Комендантский час — дед
- 1981 — 20 декабря — швейцар в МВД

## Признание и награды
- заслуженный артист РСФСР (13.11.1942);
- орден Красной Звезды (3.11. 1944) — «за долгосрочную и безупречную службу»;
- медаль «За оборону Ленинграда»
- медаль «За победу над Германией в Великой Отечественной войне 1941-1945 гг.»[1].